# Episodi de Il mondo segreto di Alex Mack (prima stagione)
La prima stagione della serie televisiva Il mondo segreto di Alex Mack è stata trasmessa in anteprima negli Stati Uniti d'America dalla Nickelodeon tra l'8 ottobre 1994 e il 4 febbraio 1995.
| nº | Titolo originale            | Titolo italiano | Prima TV USA     | Prima TV Italia |
| -- | --------------------------- | --------------- | ---------------- | --------------- |
| 1  | The Accident                |                 | 8 ottobre 1994   |                 |
| 2  | Hoop War                    |                 | 15 ottobre 1994  |                 |
| 3  | Shock Value                 |                 | 22 ottobre 1994  |                 |
| 4  | The Videotape               |                 | 5 novembre 1994  |                 |
| 5  | School Dance                |                 | 12 novembre 1994 |                 |
| 6  | Science Fair                |                 | 19 novembre 1994 |                 |
| 7  | False Alarms                |                 | 3 dicembre 1994  |                 |
| 8  | The Feud                    |                 | 10 dicembre 1994 |                 |
| 9  | Alex and Mom                |                 | 7 gennaio 1995   |                 |
| 10 | Cold Day in Paradise Valley |                 | 14 gennaio 1995  |                 |
| 11 | Annie Bails                 |                 | 21 gennaio 1995  |                 |
| 12 | The Solo                    |                 | 28 gennaio 1995  |                 |
| 13 | Road Trip                   |                 | 4 febbraio 1995  |                 |